# Abrams P-1 Explorer
De Abrams P-1 Explorer was een vliegtuig speciaal ontwikkeld voor luchtfotografie en observatie, gebouwd door Abrams Air Craft en ontworpen door Talbert Abrams. Het toestel vloog voor het eerst in 1937. 
Het toestel was een laagdekker van metaal, had een vast driewielig onderstel en de neus was van veel glas voorzien. Het toestel had een duwpropeller, zodat het uitzicht naar voren niet gehinderd werd. 
De Tweede Wereldoorlog onderbrak Abrams' werk, en het toestel werd opgeborgen tijdens de oorlog. Na de oorlog werd het gedoneerd aan de National Air and Space Museum, waar het nog steeds verblijft, en wacht op restauratie. 

## Specificaties
- Bemanning: 1 piloot
- Capaciteit: 1 passagier
- Lengte: 8,3 m
- Spanwijdte: 11,7 m
- Hoogte: 1,9 m
- Vleugeloppervlak:  18,6 m2
- Leeggewicht: 1067 kg
- Beladen gewicht: 1542 kg
- Max startgewicht: 1542 kg
- Max snelheid: 360 km/u
- Bereik: 2240 km
- Plafond: 6400 m
- Motoren: 1x Wright R-975 E-1, 246 kW